# Dara Faizi
Dara Faizi (Doesjanbe, 1 augustus 1988 – Amstelveen, 30 september 2013) was een Nederlands cabaretier en stand-upcomedian van Afghaanse afkomst. In 2007 won Faizi de juryprijs op het Griffioen Cabaretfestival en in 2010 won hij zowel de jury- als publieksprijs van het Groninger Studenten Cabaret Festival (GSCF).

## Biografie
Faizi, geboren in Tadzjikistan, belandde op zijn negende als vluchteling in Nederland. Na het behalen van zijn vwo-diploma aan het Keizer Karel College in Amstelveen startte hij met stand-upcomedy alvorens hij begon aan de studies rechten en communicatiewetenschappen, beide aan de VU. In 2007 deed hij mee aan het Griffioen Cabaretfestival, waar hij de juryprijs won. Tevens behoorde Faizi in die tijd tot de vaste bezetting van de Comedy Explosion in het Comedy Theater in de Nes in Amsterdam. In 2007 deed hij ook mee aan het programma Lama Gezocht, een improvisatieprogramma dat op zoek ging naar een nieuw lama voor het programma De Lama's. Hij kwam door de audities heen, maar haalde de finale niet. Hierna deed hij mee in enkele programma's van BNN, waaronder Tequila en De Nieuwste Show. In 2010 deed Faizi mee aan het GSCF, waar hij zowel de jury- als publieksprijs in de wacht sleepte.

## Theater
Gevaarlijke gedachten is de titel van Faizi's eerste conference, die op 3 maart 2012 in Theater Bellevue in Amsterdam in première ging.

## Overig
Faizi was columnist voor het NTR-radioprogramma Dichtbij Nederland.

## Overlijden
Dara Faizi overleed op 25-jarige leeftijd in Ziekenhuis Amstelland in Amstelveen door onverwachte complicaties volgend op een dubbele longontsteking. Hij is begraven op begraafplaats Zorgvlied in Amsterdam.